# Ghiacciaio Walcott
Il ghiacciaio Walcott è un ghiacciaio lungo circa 12 km situato nella regione centro-occidentale della Dipendenza di Ross, nell'Antartide orientale. Il ghiacciaio, il cui punto più alto si trova a circa 1400 m s.l.m., si trova nell'entroterra della costa di Scott e ha origine da un circo glaciale situato a sud-est del picco Salient, nel versante orientale della dorsale Royal Society, da dove fluisce verso sud-est, scorrendo lungo il versante orientale della cresta Rücker e quello meridionale della cresta Chancellor, fino a che il suo flusso, a cui nel frattempo si è unito quello del ghiacciaio Radian, termina poco prima di raggiungere la baia di Walcott.

## Storia
Il ghiacciaio Walcott è stato così battezzato da Thomas Griffith Taylor, capo-geologo della spedizione Terra Nova, condotta dal 1910 al 1913, in onore di Charles D. Walcott, allora direttore dello United States Geological Survey.